# Nina Holanová
Nina Holanová (* 11. Juli 1997) ist eine ehemalige tschechische Tennisspielerin.

## Karriere
Holanová begann mit neun Jahren das Tennisspielen und spielte vor allem Turniere der ITF Women’s World Tennis Tour, wo sie einen Titel im Doppel gewinnen konnte.
In der deutschen Tennis-Bundesliga spielte sie 2019 für die MBB-Sportgemeinschaft Manching. 2021 trat sie in der Bayernliga und 2022 in der Landesliga für den MTV Bamberg an.
In der tschechischen Liga spielte sie 2008 für den ČLTK Bižuterie Jablonec, 2009 bis 2011 für den Severočeská tenisová o.s., 2012 bis 2015 für den TK Sparta Praha und 2016 für den LTK Liberec.

## Turniersiege

### Doppel
| Nr. | Datum         | Turnier | Kategorie   | Belag | Partnerin          | Finalgegnerinnen                 | Ergebnis         |
| --- | ------------- | ------- | ----------- | ----- | ------------------ | -------------------------------- | ---------------- |
| 1.  | 25. Juli 2015 | Palić   | ITF $10.000 | Sand  | Barbara Kötelesová | Dajana Dukic Alexandra Nancarrow | 6:3, 5:7, [10:6] |